# Vik Muniz
Vicente José de Oliveira Muniz, conosciuto come Vik Muniz (San Paolo, 20 dicembre 1961), è un artista brasiliano.
Sperimenta continuamente metodi e materiali nuovi.

## Biografia
Figlio di genitori pernambucani, è stato allievo della Fundação Armando Álvares Penteado (FAAP), dove ha frequentato il corso di pubblicità e propaganda.
Le sue opere sono fatte con materiali di scarto come rifiuti, oggetti rotti e ingredienti come zucchero e cioccolato. Nel quadro raffigurante Sigmund Freud ha usato salsa di cioccolato per creare l'immagine. Per le opere Sugar Children(Crianças do Açúcar), Muniz ha visitato la piantagione di canna da zucchero di St. Kitts per fotografare i figli degli operai che lavoravano lì. Una volta tornato a New York, ha comprato carta marrone e vari tipi di zucchero e ha copiato i volti dei bambini spargendo lo zucchero sulla carta. Più recentemente ha creato opere in larga scala, come immagini scolpite nella terra (geoglifi) o anche realizzate da enormi pile di immondizia.
All'81°Christmas Book annuale di Neiman Marcus, nel 2007, gli acquirenti hanno potuto ordinare, per $110.000, uno dei ritratti di cioccolato "His & Hers" di Muniz e ricevere, inoltre, una riproduzione fotografica 60 X 48 dell'opera. Muniz ha donato il ricavato al Centro Espacial Rio de Janeiro, un'organizzazione benefica che lavora con l'arte per bambini e adolescenti poveri in Brasile. Secondo Muniz, "I poveri hanno bisogno di soldi. È necessario aiutarli direttamente. Non credo nell'arte politica. Aumentare la consapevolezza: tu hai il giornale per quello."
Muniz ha tenuto una mostra individuale presso l’University of South Florida Contemporary Art Museuma Tampa, in Florida, chiamata "Vik Muniz: Reflex". Questa mostra, ospitata dal Miami Museum of Art, è stata esposta al Seattle Art Museum e al PS1 Contemporary Art Museum di New York. Fino a gennaio 2008, la mostra era al Musée d'Art Contemporain di Montreal, Quebec(Canada). Muniz ha anche pubblicato un libro, Reflex - A Vik Muniz Primer(2005: Aperture Foundation, New York), che contiene una raccolta delle sue opere con relativi commenti.
Il suo lavoro è stato anche presentato in The Hours-Visual Art of Contemporary Latin America(2007), mostra presentata al SydneyMuseum of Contemporary Art, Nuovo Galles del Sud, Australia.
Nel 2010, il documentario "Lixo Extraordinário'' sul lavoro di Vik Muniz con i raccoglitori di rifiuti nella discarica di Jardim Gramacho a Duque de Caxiasè stato premiato al Sundance Film Festival. Al Festival di Berlino, nel 2010, è stato vincitore del Premio del Pubblico (sezione Panorama).

## Collezioni importanti
Le fotografie di Vik Muniz fanno parte di collezioni e gallerie di San Francisco, Madrid, Parigi, Mosca e Tokyo, nonché di musei come il Tate Modern e il Victoria & Albert Museum di Londra, il Getty Institute di Los Angeles, e MAM, a San Paolo.
L'opera Boom, parte della collezione The Sarzedo Drawings, del 2002, una fotografia di gelatina d'argento, è esposta al Museo di Inhotim, a Brumadinho, Minas Gerais.